# Mouvement pour la France
Mouvement pour la France (MPF) (dansk: Bevægelsen for Frankrig) er et fransk politisk parti.
Direkte oversat til dansk betyder partinavnet: Bevægelsen for Frankrig. Partiet er grundlagt i 1994. Partiets program indeholder elementer af:
- Suverænisme
- Konservatisme
- Euroskepticisme
- Kristendemokrati

## Mandater
| Assemblée Nationale |
| Senatet             |
| Europa-Parlamentet  |

## Ekstern henvisning
- "Partiets hjemmeside" (fransk). Arkiveret fra originalen 25. februar 2007. Hentet 6. januar 2022.

| Politisk parti | Spire Denne artikel om et politisk parti eller gruppe er en spire som bør udbygges. Du er velkommen til at hjælpe Wikipedia ved at udvide den. |